# أكشن (أغنية سويت)
"أكشن" (بالإنجليزية: Action)‏، هي أغنية من كتابة وإنتاج فرقة الجلام روك سويت. مرت الأغنية بعدة تكرارات؛ حيث سُجلت نسخة الأغنية المنفردة 7" في استوديوهات كينغزواي لإيان جيلان في لندن وظهرت نسخ مختلفة قليلاً في الألبومين سترانغ أب وغيف أس أ وينك. وصلت الأغنية لأفضل 10 أغانٍ في عدة دول أوروبية وكندا لكنها توقفت عند المرتبة 15 في المملكة المتحدة والمرتبة 20 في الولايات المتحدة. تشير كلمات الأغنية إلى المعاملة السيئة لسويت كنجوم بوب، بالأخص من قبل الصحافة الموسيقية، وطلبات صناعة الموسيقى. تبرز الأغنية 'صوتيات معكوسة' مقنعة بالكلمات 'أنت تقبل موخرتي' (بالإنجليزية: 'You kiss my arse')‏.
برزت الأغنية أيضاً في فيديو فورمولا 1 للجائزة الكبرى بموناكو 2009.

## تقليدات
في 1993، قامت فرقة الهارد روك البريطانية ديف ليبارد بتقليد الأغنية.
قُلدت الأغنية أيضاً من قبل ريفن (لألبومها لعام 1981 روك أنتيل يو دروب)، وبلاك 'ن بلو (لألبومها عام 1984 بلاك 'ن بلو)، وفرقة الباور ميتال فينجنس إنكوربوريتد (لألبومها عام 1988 باد كريزي)، وستيف ستيفنز (لألبومه عام 1989 أتوميك بلايبويز. أصدرت فرقة سكوربينز الأغنية مترجمة للألمانية بعنوان «وين إس ريختيغ لوسغيهت» (بالألمانية: Wenn es richtig losgeht)، على الوجه الثاني للأغنية «فوكس غيه فوران» (بالألمانية: Fuchs geh' voran) (المترجمة من «فوكس أون ذا ران»، لسويت أيضاً). قام لاعب كمال الأجسام/مغني الهارد روك جون ميكل ثور بتأدية الأغنية في ذا مايك دوغلاس شو.

### نسخة ديف ليبارد
قامت فرقة الهارد روك البريطانية ديف ليبارد بتقليد الأغنية لألبومها ريترو أكتيف. كانت الأغنية المصورة من إخراج فيل تاكيت من إن إف إل إنترتينمنت. كان تاريخ التصوير التقريبي بين يونيو وديسمبر 1993. المواقع مباشرة في شفيلد، وأوتاوا، ومنزل جو في أيرلندا. 'اكتشفت' الفرقة الصوتيات المعكوسة على الأغنية المنفردة الأصلية وأشير إليها في على غلاف سي دي الأغنية المنفردة. ظهرت هذه النسخة أيضاً في الإصدار الخاص من ألبومها عام 2006 ياه! المتوفر في تارغت.

#### قائمة الأغاني

##### سي دي: بلادجن ريفولا / LEPCD 13 (المملكة المتحدة) / 858 093-2 (دولياً)
1. «أكشن»
2. «شي'ز تو تاف (تجريبية لجو)»
3. «ميس يو إن أ هارتبيت (تجريبية لفيل)»